# Eugene Saenger
Eugene Saenger fue médico y un profesor universitario  estadounidense, graduado de la Universidad de Harvard, Saenger fue pionero en la investigación de la radiación y la medicina nuclear. Su investigación contribuyó al establecimiento de estándares de seguridad radiológica para pacientes y personal médico. Conocido por el polémico experimento que realizó a pacientes con cáncer terminal en Cincinnati alrededor de los años 1960 a 1971.
Desde 1960 hasta 1971, el Dr. Eugene Saenger, radiólogo de la Universidad de Cincinnati, donde enseñó por más de 30 años, dirigió un experimento que expuso a 88 pacientes con cáncer, la mayoría eran personas pobres o de clase trabajadora que recibían tratamiento en el Hospital General, afiliado a la universidad, a radiación como tratamiento a su enfermedad. Sin embargo, no se les dijo que El Pentágono financió el estudio, según The New York Times. . . "En los primeros cinco años, dijeron los investigadores, obtuvieron el consentimiento oral y, posteriormente varios formularios con consentimiento por escrito". Se les dijo que recibirían un tratamiento experimental que podría ayudarlos.
Los pacientes fueron expuestos, en el período de una hora, al equivalente de aproximadamente 20,000 rayos X de radiación. Los pacientes experimentaron náuseas, vómitos, dolor estomacal severo, pérdida de apetito y confusión mental. En aproximadamente un mes 21 de los pacientes expuestos murieron y otros sufrieron náuseas severas o desorientación mental. Un informe en 1972 indicó que algunos de los pacientes murieron por envenenamiento por radiación, pero algunas de las muertes podrían deberse simplemente al cáncer en etapa avanzada que ya tenían cuando experimentaron. El Dr. Saenger recibió una medalla de oro por "logros profesionales" de la Sociedad Radiológica de América del Norte. En 1994, las familias de los pacientes demandaron a Saenger, a la Universidad de Cincinnati y al gobierno federal. En 1999, las familias ganaron un acuerdo de $ 3.6 millones.